# Ancien moulin des Amidonniers
L'ancien moulin des Amidonniers est une ancienne usine construite à la fin du XVIIIe siècle dans le quartier des Amidonniers, à Toulouse, qui héberge actuellement l'église Saint-Paul.

## Histoire
Un grand nombre d'activités industrielles s'y succèdent de 1791 à 1922 : moulin à papier, filature de coton, manufacture d'indigo (dite Indigoterie impériale), usine de fabrication de pâtes alimentaires.
Le bâtiment est d'abord cédé aux sœurs des Missions étrangères (sœurs de Saint-Paul), puis au diocèse de Toulouse en 1939.
La paroisse Saint-Paul y est créée en 1964. À la suite de son inscription aux Monuments historiques en 1991, l'église est rénovée et inaugurée en 1995.